# Wspólnota administracyjna Betzenstein
Wspólnota administracyjna Betzenstein – wspólnota administracyjna (niem. Verwaltungsgemeinschaft) w Niemczech, w kraju związkowym Bawaria, w rejencji Górna Frankonia, w regionie Oberfranken-Ost, w powiecie Bayreuth. Siedziba wspólnoty znajduje się w mieście Betzenstein.
Wspólnota administracyjna zrzesza gminę miejska (Stadt) oraz gminę targową (Markt):
- Betzenstein, miasto, 2 498 mieszkańców, 51,84 km²
- Plech, gmina targowa, 1 325 mieszkańców, 15,29 km²